# Pita Amor
Guadalupe Teresa Amor Schmidtlein (Ciudad de México, 30 de mayo de 1918 - Ibidem, 8 de mayo de 2000), conocida como Pita Amor(en español: ⓘ), fue una escritora y poeta mexicana.

## Biografía y carrera
Sus padres fueron Emmanuel Amor Subervielle y Carolina Schmidtlein García Teruel. Fue la menor de siete hermanos. 
Incursionó en su juventud, antes que en la literatura, en el cine y el teatro. Fue también actriz y modelo de fotógrafos y pintores destacados, entre ellos Diego Rivera, Juan Soriano y Raúl Anguiano. Fue a su vez amiga de Frida Kahlo, María Félix, Gabriela Mistral, Salvador Novo, Pablo Picasso, Juan Rulfo, Alfonso Reyes y Elena Garro, entre otros.  Aborda en su poesía temáticas como lo son la soledad, el vacío y Dios. Escritos sus textos siempre en primera persona, se observa una clara influencia de Sor Juana Inés de la Cruz, Francisco de Quevedo y Luis de Góngora.
Mujer controversial por su forma de ser y su modo de vida. Tenía una personalidad avasalladora, que no se dejaba dominar por nadie. Nunca pasaba inadvertida. Fue una mujer que vivió intensamente; aceptó por igual placeres y amarguras[cita requerida]. Su primer escándalo público fue a los 18 años al convertirse en amante de José Madrazo, un rico ganadero de 60 años, dueño de la ganadería de toros La Punta con quien mantuvo una larga relación que abrió una época de provocación al mundo.
Hermosa, apasionada y polémica, fue apadrinada poéticamente por Alfonso Reyes, quien se refirió sobre ella "(...) y nada de comparaciones odiosas, aquí se trata de un caso mitológico". Pero también Pita fue de escándalo en escándalo[cita requerida], se le involucró en romances con toreros, pintores, artistas y escritores, aunque de igual manera fue precursora junto a Carmen Mondragón de lo que después se llamaría liberación femenina[cita requerida].
Cuando tenía 41 años decide tener un hijo, que decide dar en custodia a su hermana mayor, Carito. Sin embargo Manuelito, como se llamaba su hijo, muere ahogado en una pileta con agua, a la edad de un año. Este suceso le provocó una gran crisis. Reaparece en los setenta, como una mujer insolente y arrebatada pero diferente. Después de diez años, en 1974 ofrece un recital en el Ateneo Español. Recitó poesía mexicana, desde Juana Inés de la Cruz hasta Pita, pasando por Salvador Díaz Mirón, Manuel José Othón, Manuel González Montesinos, Alfonso Reyes, Enrique González Martínez, Renato Leduc, Xavier Villaurrutia, Ramón López Velarde, Roberto Cabral del Hoyo. El recital tuvo un gran éxito, volvió a dar entrevistas para la televisión.
Pita Amor no era solo una poeta más, sino que supo ganarse el nombre de musa no sólo para intelectuales, también para políticos y gente del espectáculo. Con una personalidad atrayente e impositiva, con la locura de su amigo Salvador Dalí y los desplantes de María Félix, pero eso sí, con la ecuanimidad de Ricardo Garibay y las extravagancias de Juan José Arreola. La poeta Pita Amor, la real y verdadera undécima musa.
Un aspecto negativo en su vida fue su costumbre de agredir a bastonazos a la gente por cualquier futileza. Se dice que el propio Carlos Monsiváis fue víctima de una de tales agresiones que permanecieron impunes.

## Vida personal
Fue tía de la también escritora Elena Poniatowska y del diplomático Bernardo Sepúlveda Amor.

### Muerte
Falleció en el año 2000, a causa de un paro respiratorio ocasionado por la neumonía que le aquejó en los postreros años de su vida.

## Obra
- "Yo soy mi casa" (1946) dedicado a su gran amiga la también poeta Gabriela Mistral
- "Puerta obstinada" (1947)
- "Círculo de angustia" (1948)
- "Polvo" (1949)
- "Décimas a Dios" (1953). Fondo de Cultura Económica, colección Tezontle.
- "Otro libro de amor" (1955)
- "Sirviéndole a Dios de hoguera" (1958). Fondo de Cultura Económica, colección Tezontle. Dedicado a José Madrazo
- "Todos los siglos del mundo" (1959). Editorial Grijalbo
- "Como Reina de Baraja"  (1966). Editorial Fournier.
- "Fuga de Negras"  (1966). Editorial Fournier. Dedicado a Carolina Amor de Fournier, Dolores Puche, Dr. José Puche, Antonio Peláez y a Enrique de Rivas.
- "El Zoológico de Pita Amor" (1975). Editorial V Siglos. Dedicado a Rodolfo Chávez Parra.
- "Las amargas lágrimas de Beatriz Sheridan" (1981). Editorial Katún.
- "A mí me ha dado en escribir sonetos..." (1981). Editorial Katún.
- "Letanías" (1983). Editorial Domés. Dedicado a don José Amor de Ferreira.
- "48 Veces Pita" (1983). Editorial Posada.
- "La Jungla" (1984). Galería de Arte Misrachi. Dedicado a Carolina Amor de Fournier
- "Soy dueña del Universo" (1984).
- "Mis crímenes" (1986). FEM. Dedicado a Henri Donnadieu.
- "Liras" (1990).Edición de Autor. Dedicado a Martha Reyes Espíndola.